# Nederlandsche Vereeniging van Christelijke Kantoor- en Handelsbedienden
De Nederlandsche Vereeniging van Christelijke Kantoor- en Handelsbedienden (NVCKH) was een Nederlandse vakbond. 
De NVCKH is opgericht in 1894 en maakte deel uit van het Christelijk Nationaal Vakverbond (CNV). Uiteindelijk zou ze opgaan in de Dienstenbond CNV.

## Voorzitters
- 1919 - 1929: Gerrit Baas Kzn.
- 1927 - 1938: Jakob Nauta[1]
- In ieder geval 1941 - 1944: H.J.Vermeulen[2][3]